# Descartes (téléfilm, 1974)
Pour les articles homonymes, voir Descartes (homonymie).
Pour plus de détails, voir Fiche technique et Distribution.
Descartes (Cartesius) est une mini-série italienne en deux épisodes diffusée en 1974 à la télévision, réalisée  par Roberto Rossellini, dans le cadre de sa série sur Les Philosophes. Elle est diffusée en France en 2010, dans le cadre du Cinéma de minuit. Il s'agit d'une présentation romancée de la vie de René Descartes.

## Synopsis
Au premier quart du XVIIe siècle, le jeune étudiant français René Descartes poursuit des recherches de géométrie analytique, en se basant sur les théories des Grecs anciens, tels Aristote et Euclide. Après avoir approfondi ses études, il lui semble que les théories de ces penseurs sont infondées et privées de signification : il faut de nouvelles idées et de nouvelles formules mathématiques pour progresser. Descartes essaie au cours d'un voyage en Italie de faire comprendre à divers interlocuteurs, dont des prêtres, l'intérêt de la théorie copernicienne, mais il se heurte à l'incompréhension. En effet, c'est l'époque de la Contre-Réforme catholique, où l'on se méfie de toute innovation, et Descartes retourne en France, où il a l'impression d'une plus grande tolérance envers les idées nouvelles.
Après cette expérience italienne, Descartes perçoit l'importance de la référence à Dieu dans tout ce que nous connaissons. Il fait ainsi la synthèse de ses œuvres entre mathématiques, géométrie et religion, et devient le premier scientifique de l'ère moderne. Dans son Discours de la méthode, il montre comment il faut raisonner en philosophie, à partir de théories mathématiques : ces dernières permettent de gérer quantité et existence par des formules et des nombres. Il distingue alors deux catégories nettement différentes, mais unies entre elles : la res extensa et la res cogitans. La première a trait à tout ce qui a une fin et qui est imparfait et mesurable (les choses, les animaux et l'homme), pendant que la res cogitans se rapporte à tout ce qui est impalpable, incomparable et infini (Dieu et l'âme). Partant de ces deux principes, Descartes analyse aussi le composé âme-corps : le corps humain lui apparaît ainsi comme un organe parfait quant à son mode de vie, mais qui serait vain sans la particularité de l'âme.
S'inspirant des « idées » de Platon, Descartes élabore ensuite des principes pour la pensée humaine. Pour lui, c'est Dieu qui a donné au monde l'impulsion initiale, mais il l'a ensuite confié au contrôle de l'homme. Un autre principe connu de Descartes est la phrase Cogito ergo sum : il s'agit du parcours, jamais achevé, de l'homme dans la recherche de la compréhension ; pas à pas, il faut examiner tout ce qui nous entoure. Par le moyen du doute méthodique, face au scepticisme, Descartes est conscient d'avoir une seule certitude, celle de penser. Ainsi, au moment où il pense, il est en train de faire quelque chose, et de là découle la certitude qui lui paraît irréfutable de son existence. 
A la fin de l'an 1640, Descartes est invité à Stockholm par la reine Christine de Suède, afin de poursuivre ses recherches philosophiques. Mais les conditions climatiques particulièrement froides ne profitent pas à la santé de Descartes, qui meurt cinquantenaire en 1650.

## Fiche technique
- Titre français : Descartes
- Titre original italien : Cartesius
- Réalisation : Roberto Rossellini
- Scénario : Roberto Rossellini, Marcella Mariani, Luciano Scaffa
- Musique : Mario Nascimbene
- Production : Renzo Rossellini pour Orizzonte 2000, RAI-Radiotelevisione Italiana
- Pays :  Italie
- Genre : fiction historique, biographique
- Durée : 152 minutes
- Langue originale : italien
- Photographie :  Mario Montuori
- Format d'image : 1,33:1
- Montage : Jolanda Benvenuti
- Décors : Giuseppe Mangano
- Costumes : Marcella De Marchis
- Dates de première diffusion : 
  - Italie : 20 février 1974 - 27 février 1974[1] sur Rai 1

## Distribution
- Ugo Cardea : René Descartes
- Anne Pouchie : Elezac
- Claude Berthy : Guez de Balzac
- Gabriele Banchero : Bretagne, serviteur
- Charles Borromel : Marin Mersenne
- Kenneth Belton : Isaac Beeckman
- Renato Montalbano : Constantin Huygens
- Bruno Corazzari : officier hollandais
- Vernon Dobtcheff : Ciprus, astronome
- Joshua Sinclair : Brandaccio
- Luigi Antonio Guerra : Pierre Descartes

## Tournage
Situé en France, le film a été principalement tourné dans le Latium : les scènes de salons parisiens, de la maison de Descartes et de celle du comte de Gandalle, dans le château des Odescalchi à Bassano Romano ; les scènes de bûcher de l'effigie de Théophile de Viau, les ruelles parisiennes, à Faleria ; le cours d'anatomie, dans les salles du Centro Sperimentale di Cinematografia de Rome ; d'autres scènes dans l'abbaye de Fossanova, dans les salines et sur la plage de Tarquinia.